# Zach Apple
Zachary Apple (Trenton, 23 april 1997) is een Amerikaanse zwemmer.

## Carrière
Bij zijn internationale debuut, op de wereldkampioenschappen zwemmen 2017 in Boedapest, zwom Apple samen met Blake Pieroni, Michael Chadwick en Townley Haas in de series van de 4×100 meter vrije slag, in de finale werden Haas en Pieroni samen met Caeleb Dressel en Nathan Adrian wereldkampioen. Voor zijn aandeel in de series ontving Apple eveneens de gouden medaille.
In Tokio nam de Amerikaan deel aan de Pan-Pacifische kampioenschappen zwemmen 2018. Op dit toernooi eindigde hij als vijfde op de 100 meter vrije slag en als tiende op zowel de 50 als de 200 meter vrije slag. Op de 4×200 meter vrije slag sleepte hij samen met Andrew Seliskar, Blake Pieroni en Townley Haas de gouden medaille in de wacht, samen met Caeleb Dressel, Blake Pieroni en Nathan Adrian werd hij gediskwalificeerd op de 4×100 meter vrije slag.
Op de wereldkampioenschappen zwemmen 2019 in Gwangju veroverde hij samen met Caeleb Dressel, Blake Pieroni en Nathan Adrian de wereldtitel op de 4×100 meter vrije slag, op de 4×200 meter vrije slag behaalde hij samen met Andrew Seliskar, Blake Pieroni en Townley Haas de bronzen medaille. Samen met Matt Grevers, Michael Andrew en Jack Conger zwom hij in de series van de 4×100 meter wisselslag, in de finale legden Ryan Murphy, Andrew Wilson, Caeleb Dressel en Nathan Adrian beslag op de zilveren medaille. Voor zijn inspanningen in de series werd hij beloond met de zilveren medaille. Op de 4×100 meter vrije slag gemengd werd hij samen met Caeleb Dressel, Mallory Comerford en Simone Manuel wereldkampioen.

## Internationale toernooien
| Jaar | Olympische Spelen | WK langebaan | WK kortebaan  | PanPacs                                                                                                   | Pan-Amerikaanse Spelen |
| ---- | ----------------- | --- | ------------- | --- | ---------------------- |
| 2017 |                   | 4×100m vrije slag · Apple zwom enkel de series                                                                                                  |               | |                        |
| 2018 |                   | | geen deelname | 10e 50m vrije slag · 5e 100m vrije slag · 10e 200m vrije slag · DSQ 4×100m vrije slag · 4×200m vrije slag |                        |
| 2019 |                   | 4×100m vrije slag · 4×200m vrije slag · Apple zwom enkel de series · 4×100m wisselslag · Apple zwom enkel de series · 4×100m vrije slag gemengd |               | | geen deelname          |

## Persoonlijke records
Bijgewerkt tot en met 14 juni 2021
Langebaan
| Afstand         | Tijd    | Datum           | Plaats  |
| --------------- | ------- | --------------- | ------- |
| 50m vrije slag  | 21,81   | 5 december 2019 | Atlanta |
| 100m vrije slag | 47,69   | 7 december 2019 | Atlanta |
| 200m vrije slag | 1.46,22 | 14 juni 2021    | Omaha   |